# Houyi
Houyi (chiń. 后羿; pinyin Hòuyì), forma skrócona imienia: Yi (chiń. 羿; pinyin Yì) – postać z mitologii chińskiej, doskonały łucznik, mąż bogini Księżyca Chang’e. Jest bohaterem licznych podań o różnej treści, często wzajemnie ze sobą sprzecznych.

## Mit o zestrzeleniu dziewięciu słońc
Według najpopularniejszego mitu dotyczącego postaci Houyi pewnego razu za panowania cesarza Yao na niebie wzeszło jednocześnie dziesięć słońc zrodzonych przez boginię Xihe, co spowodowało katastrofalną suszę. Yi miał się wówczas wyprawić z polecenia władcy do walki ze sprawcami tej klęski. Zgodnie z treścią traktatu Huainanzi najpierw zabił trzy potwory: Zuochi, Jiuying i Dafeng, następnie zestrzelił z łuku dziewięć słońc, tak że odtąd na niebie świeci tylko jedno, a na koniec zabił jeszcze trzy inne potwory: Yayu, Xiushe i Fengxi.

## Mit o Chang’e
Inny popularny mit związany z cyklem o Houyi dotyczy jego żony. Zgodnie z treścią podania bogini Xiwangmu miała podarować Yi ziele nieśmiertelności. Chang’e miała wykraść mężowi ową magiczną roślinę, a po jej spożyciu uniosła się na Księżyc, gdzie od tego czasu mieszka.

## Śmierć Houyi
Według wielu podań Yi miał zostać zabity z zawiści przez swojego ucznia imieniem Feng Meng, który, również będąc łucznikiem, nie mógł znieść, że jego mistrz jest od niego doskonalszy w tej dziedzinie.